# Ti (żona Aja)
Ti – żona faraona Aja z XVIII dynastii i mleczna matka królowej Nefertete, żony Echnatona.
Mąż Tii, Aj pełnił istotną rolę na dworze kilku faraonów – Amenhotepa III, Echnatona, Smenchkare i Tutanchamona – zanim sam nie wstąpił na tron, kiedy męska linia dynastii wymarła. Uważa się, że był powiązany z rodziną królewską: był bratem królowej Teje (żony Amenhotepa III), prawdopodobnym ojcem Nefretete (żony Echnatona) oraz dziadkiem Anchesenamon (żony Tutanchamona), którą po objęciu władzy miał poślubić. 

## Pochodzenie i rodzina
Niektóre inskrypcje pochodzące z okresu amarmańskiego nazywają Ti “opiekunką Wielkiej Królewskiej Małżonki”. Ten tytuł może świadczyć o tym, że tylko Aj był ojcem Nefretete, jeśli by tak było to Ti nie byłaby jej matką; zgodnie z tą teorią mogła być drugą żoną Aja po śmierci matki Nefretete. Drugą córką Aja i prawdopodobnie Tii była Mutnedżmet, siostra Nefretete i żona przyszłego faraona Horemheba, który odziedziczył po Aj władzę nad Egiptem. Podejrzewa się także, że enigmatyczny brat Nefretete i Mutnedżmet, Naktmin mógł być ich dzieckiem.
Ti miała siostrę o imieniu Mutemub, która poślubiła wysokiego dygnitarza o imieniu Eje, będącego drugim kapłanem Amona, wielkim kapłanem Mut i koniuszem swojej szwagierki Tii. W Brooklyn Museum znajduje się jego posąg wymieniający imiona Mutemnub i Naktmina. Mutemnub jest tam nazwana siostrą Tii.

## Amarna

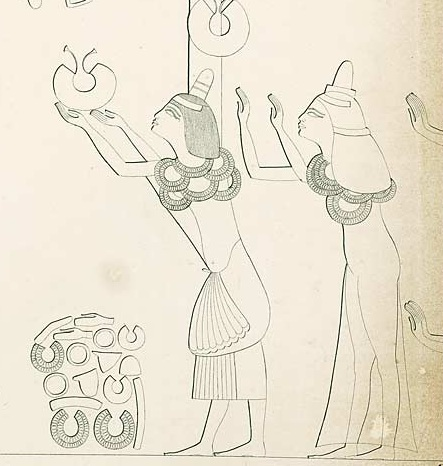
Aj i Ti przedstawieni na ścianie grobowca numer 25 w Amarnie. Malowidło przedstawia dziękczynienie za dary od Echnatona i Nefretete.

Ti wraz z mężem jest przedstawiona w malowidłach ściennych niektórych amarneńskich grobowców. Na jednym z nich przedstawiona jest scena dziękczynienia za dary od Echnatona przedstawionego w koronie kepresh i od Nefretete w jej tak dobrze znanej niebieskiej koronie (obie ozdobione są ureuszami). Ich córki Meritaton, Maketaton i Anchesenamon są ukazane w oknie tuż obok składających dziękczynienie. Najstarsi z tej grupy to właśnie Aj i Ti, za którą stoi malutka Anchesenamon próbująca schwycić ją za sukienkę.
Ti jest również wspomniana na inskrypcji zdobiącej szkatułkę na kosmetyki nazywającej ją "Tą, którą król umiłował, prawdziwie wywyższył, Wielką Królewską Małżonkę, cenną towarzyszkę, jedyną piękną jak Re, panią domostwa, Ti." Ta inskrypcja wymownie świadczy o uczuciach jakimi darzył żonę Aj.

## Królowa Egiptu

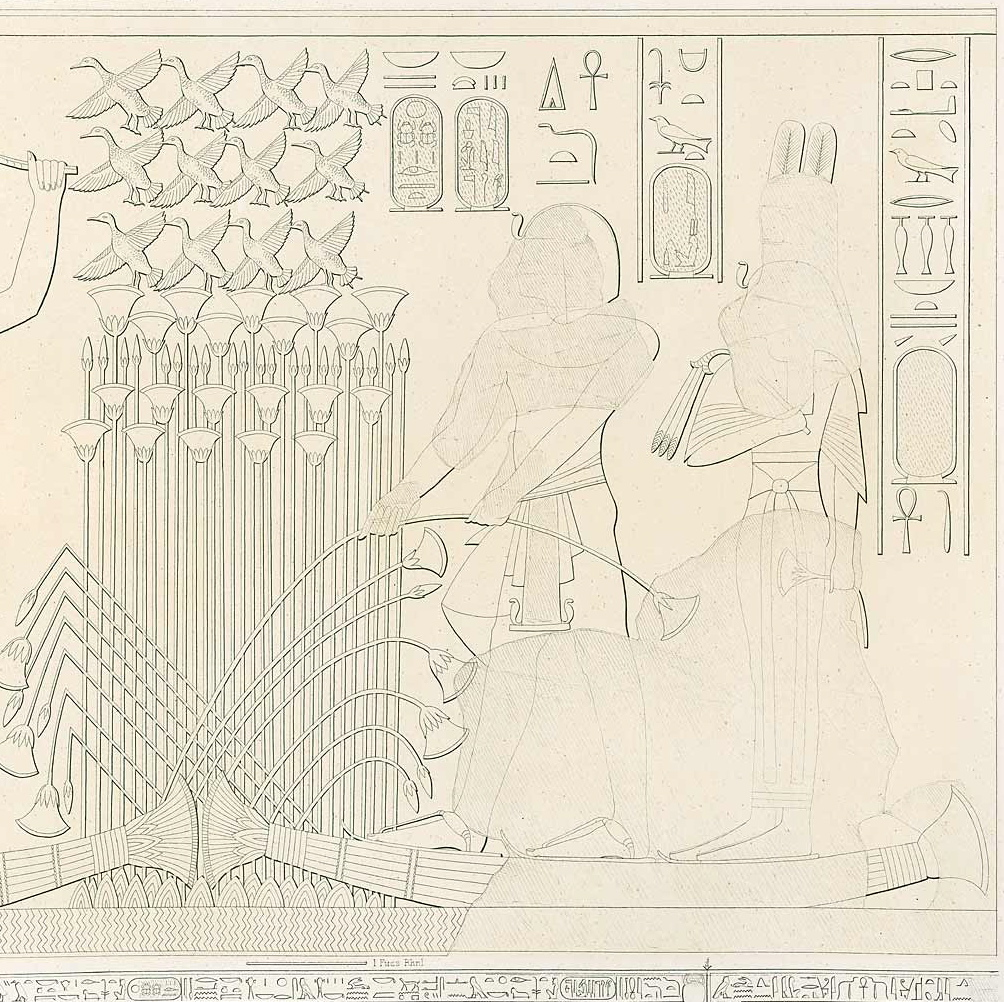
Scena polowania faraona Aja i Ti

Kiedy Aj przejął władzę po śmierci Tutanchamona, Ti została Wielką Małżonką królewską. Jako żona faraona otrzymała również tytułu Dziedzicznej księżnej (iryt-p`t), Nieocenionej (wrt-hzwt), Pani Dwóch Krain (nbt-t3wy), Wielka Żona Króla, ta którą umiłował (hmt-niswt-wrt meryt.f), i Pani Dolnego i Górnego Egiptu (hnwt-Shm’w T3-mhw).
Królowa Ti jest przedstawiona na malowidłach zdobiących grobowiec Aja w Dolinie Królów. Pojawia się na nich przy faraonie, który wręcza jej kwiaty lotosu. Niektóre z malowideł w grobowcu Aja uległy co prawda znacznemu zniszczeniu, ale wciąż są piękne. Ti została według wszelkiego prawdopodobieństwa pochowana z mężem w jego grobowcu, a fragmenty kobiecych kości znalezione tam mogą należeć do niej.
Ti została również uczczona kamienną kaplicą poświęconą bogu płodności Minowi w 
Achmim.
|                |   |   |    |
| \| \| \| \| \| |   |   |    |
|                |   |   |    |
| ti             | i | i | B7 |

| ti | i | i | B7 |

|                |   |   |    |
| \| \| \| \| \| |   |   |    |
|                |   |   |    |
| ti             | i | i | B7 |

| ti | i | i | B7 |

|                |   |   |    |
| \| \| \| \| \| |   |   |    |
|                |   |   |    |
| ti             | i | i | B7 |

| ti | i | i | B7 |

|                |   |   |    |
| \| \| \| \| \| |   |   |    |
|                |   |   |    |
| ti             | i | i | B7 |

| ti | i | i | B7 |